# Аквила (авианосец)
«Аквила» (итал. Aquila — Орёл) — авианосец итальянского военно-морского флота времён Второй мировой войны переоборудованный из бывшего трансатлантического лайнера «Рим» («Roma»).
Переоборудование лайнера было начато в июле 1941 года на верфи Ансальдо в Генуе и продолжалось в течение следующих двух лет. С момента заключения  перемирия работы были прекращены и авианосец остался недостроенным со степенью готовности 80%. В сентябре 1943 года корабль был захвачен немецкими войсками в Генуе, а 16 июня 1944 года был повреждён союзной авиацией. Вскоре авианосец был серьёзно поврежден итальянскими боевыми пловцами и затоплен немцами. В конечном итоге корабль был поднят и разобран на металл в 1952 году.

## История создания
В 1920-х и 1930-х годах в итальянских военных и политических кругах обсуждалась возможность включения авианосцев в состав итальянского флота. В итальянском штабе победила точка зрения, согласно которой выгодное географическое расположение Италии (Апеннинский полуостров вместе с прилегающими к нему Сицилией и Сардинией) позволяло базовой авиации обеспечить воздушное прикрытие и разведку для операций флота без привлечения специальных авианосных кораблей. Строительство авианосцев было признано нецелесообразным и дорогостоящим, а все ресурсы были направлены на постройку и модернизацию более традиционных для того времени типов кораблей: линкоров, крейсеров, эсминцев, подводных лодок. В итоге к моменту начала войны на Средиземном море итальянский флот остался без наиболее важной (как оказалось на практике) ударной силы флота.
Ошибочность этой точки зрения стала очевидной после атаки базы ВМФ Италии в Таранто силами британской палубной авиации 12 ноября 1940 года и после разгрома итальянского флота в сражении у Матапана 27-29 марта 1941 года.
Итальянское командование с запозданием осознало, что наличие авианосных кораблей в составе флота является не роскошью, а необходимостью и приняло решение о создании собственного авианосца.
Поскольку для строительства авианосца специальной постройки не оставалось ни времени ни ресурсов, было решено переоборудовать для этой цели крупный пассажирский лайнер «Roma» (водоизмещением 32583 т.). Ещё в середине 1930-х годов этот корабль планировалось перестроить в гидроавианосец, способный запускать, помимо гидросамолетов, и колесные машины, которые после выполнения задания садились бы на береговые аэродромы.

## Постройка
Корпус лайнера был радикально перестроен: удлинен, оснащен бортовыми булями и «клиперским» форштевнем. Для улучшения остойчивости и усиления противоторпедной защиты внутреннюю секцию булей, примыкающую к корпусу, залили бетоном. Внутри корпус разделили рядом продольных переборок.
Энергетическая установка была полностью заменена, машины и котлы для авианосца были сняты с недостроенных лёгких крейсеров «Cornelio Silla» и «Paolo Emilio». Для повышения живучести было применено «псевдошахматное» расположение энергетической установки - в каждом отсеке по одну сторону от диаметральной плоскости стояло по одному ТЗА, а по другую - по два ПК.
Ангар для самолетов (160 × 18 м.) размещался в специально спроектированной протяженной надстройке, которая служила основанием для полетной палубы длиной 216,2  и шириной 25,3 м. Из ангара самолеты подавались наверх двумя лифтами. Всё специальное авиационное оборудование (катапульты, аэрофинишёры, лифты) были немецкого производства и аналогичны установленным на авианосце «Граф Цеппелин».
Внутри корпуса размещались цистерны для авиабензина вмещавшие 372000 л. топлива.

## Авиагруппа
По планам итальянского командования «Аквила» должен был обеспечивать противовоздушную оборону сил флота в открытом море, поэтому его авиагруппа состояла, в основном, из истребителей. На момент составления проекта авианосца у Италии не было специализированных палубных истребителей. В качестве временной меры предусматривалось базирование на корабле истребителей-бомбардировщиков Re-2001 с нескладывающимися крыльями.
 При этом в ангаре помещалось всего 26 машин, а 15 самолетов предполагалось подвесить под потолком ангара. Ещё 10 самолетов размещались прямо на полетной палубе.
В случае принятия на вооружение варианта Re-2001G со складными крыльями состав авиагруппы увеличивался до 66 машин, причем все они могли находиться в ангаре.

## Артиллерийское вооружение
Артиллерийское вооружение главного калибра состояло из 135-мм неуниверсальных орудий, снятых с недостроенных крейсеров типа «Капитани Романи».